# Telefónica TV Digital
 (mai 2019).
Si vous disposez d'ouvrages ou d'articles de référence ou si vous connaissez des sites web de qualité traitant du thème abordé ici, merci de compléter l'article en donnant les références utiles à sa vérifiabilité et en les liant à la section « Notes et références ».
Telefónica TV Digital était un opérateur de télévision payante via satellite. Sa transmission numérique a été effectuée par le système DTH (Direct to Home) par bande Ku, et sa réception a été transmise par une antenne parabolique et un décodeur numérique. Il a commencé ses activités au Chili et au Pérou le 14 juin 2006, puis en Colombie le 12 février 2007 et au Brésil le 2 juillet de la même année.